# Autobahnkreuz Olpe-Süd
Das Autobahnkreuz Olpe-Süd (Abkürzung: AK Olpe-Süd; Kurzform: Kreuz Olpe-Süd) ist ein Autobahnkreuz in Nordrhein-Westfalen im südlichen Sauerland. Es verbindet die Bundesautobahn 4 (Aachen – Eisenach – Görlitz; E 40) mit der Bundesautobahn 45 (Sauerlandlinie; E 41).
Die am stärksten beanspruchten Verbindungsfahrbahnen im Kreuz sind die Bahnen von der A 4 aus Richtung Köln auf die A 45 Richtung Frankfurt und umgekehrt, da der westliche Abschnitt der A 4 wenige Kilometer östlich endet und keine direkte Verbindung zum östlichen A 4-Abschnitt (Kirchheimer Dreieck bis polnische Grenze) besteht. Aus diesem Grund nutzen viele Verkehrsteilnehmer um die beiden Abschnitte der A 4 zu überbrücken die A 45, den Gießener Ring, die A 5 und die A 7.
Dieser Weg entspricht auch der E 40.

## Geografie
Das Autobahnkreuz liegt auf dem Gemeindegebiet von Wenden im Kreis Olpe, an der Stadtgrenze zu Olpe. Nächstgelegene Ortsteile sind Gerlingen, zu Wenden gehörig, sowie Dahl und Saßmicke, auf dem Gebiet von Olpe. Es befindet sich etwa 20 km nordwestlich von Siegen, etwa 65 km südöstlich von Dortmund und etwa 60 km östlich von Köln. Das Kreuz liegt inmitten des Naturpark Ebbegebirge.
Das Autobahnkreuz Olpe-Süd trägt auf der A 4 die Anschlussstellennummer 28, auf der A 45 die Nummer 19.

## Geschichte
Das Autobahnkreuz wurde bis Mitte der 1970er Jahre, im Zuge des Weiterbaus der A 4 bis Olpe und des Baus der A 45 vom Westhofener Kreuz bis Gießen, errichtet. Damals endete die A 4 wenige Kilometer östlich des Kreuzes an der Anschlussstelle Wenden. Zwischen 2002 und 2006 wurde der Abschnitt der A 4 von Wenden bis Krombach und weiter bis Siegen im Zuge der Hüttentalstraße gebaut. Ein Weiterbau bis zum Hattenbacher Dreieck war geplant, wurde jedoch zugunsten eines Neubaus der Bundesstraße 508n verworfen.

## Bauform und Ausbauzustand
Vor dem Weiterbau im Jahr 2006 waren auf der A 4 nur die Parallelfahrbahnen sowie die Überleitungen in Betrieb.
Beide Autobahnen sind in diesem Bereich vierstreifig ausgebaut. Alle Verbindungsrampen sind einspurig ausgeführt.
Das Autobahnkreuz wurde als Kleeblatt angelegt. Auf der A 4 bildet das Kreuz zusammen mit der AS Wenden eine Doppelanschlussstelle.

## Verkehrsaufkommen
Das Kreuz wird täglich von rund 97.000 Fahrzeugen befahren.
| Von                 | Nach                  | Durchschnittliche tägliche Verkehrsstärke | Durchschnittliche tägliche Verkehrsstärke | Durchschnittliche tägliche Verkehrsstärke | Anteil Schwerlastverkehr | Anteil Schwerlastverkehr | Anteil Schwerlastverkehr |
| Von                 | Nach                  | 2005                                      | 2010                                      | 2015                                      | 2005                     | 2010                     | 2015                     |
| ------------------- | --------------------- | ----------------------------------------- | ----------------------------------------- | ----------------------------------------- | ------------------------ | ------------------------ | ------------------------ |
| AS Eckenhagen (A 4) | AK Olpe-Süd           | 30.500                                    | 30.600                                    | 35.500                                    | 15,2 %                   | 15,1 %                   | 14,0 %                   |
| AK Olpe-Süd         | AS Wenden (A 4)       | 13.500                                    | 18.400                                    | 32.800                                    | 12,7 %                   | 15,3 %                   | 12,1 %                   |
| AS Olpe (A 45)      | AK Olpe-Süd           | 54.700                                    | 51.700                                    | 65.300                                    | 18,5 %                   | 21,6 %                   | 17,4 %                   |
| AK Olpe-Süd         | AS Freudenberg (A 45) | 60.000                                    | 51.300                                    | 61.100                                    | 19,0 %                   | 20,7 %                   | 20,7 %                   |